# なくもんか (曲)
「なくもんか」は、いきものがかりの楽曲。自身の16作目のシングルとして、エピックレコードジャパンからCDシングル・デジタル・ダウンロードで2009年11月11日に発売された。

## 解説
4thアルバム『ハジマリノウタ』からの先行シングルとして前作「YELL/じょいふる」から約1か月半ぶりに発売された2009年第4弾シングル。
いきものがかりのシングルでは初の2種リリースで、初回生産限定盤には特典として「いきものカード016」と、「じょいふる」のPVが収録されたDVDが付属している（「いきものカード016」は初回仕様限定盤にも付属）。
初回盤と通常盤とではジャケットデザインも異なっており、2種類ともピンク色のウサギの着ぐるみを着た吉岡が登場しているが、初回盤は頭を被っているもの、通常盤は頭を被らずに脇に抱えているものとなっている。

## 収録曲
CD
1. なくもんか（5:46）
作詞・作曲：水野良樹 / 編曲：本間昭光
映画『なくもんか』主題歌、はたらいくCMソング。
2008年リリースの「帰りたくなったよ」以来通算4度目となる映画タイアップ曲で、水野がこの曲を製作した時に思っていたことをそのまま曲にしたものである。編曲はポルノグラフィティなどのプロデュースを手がける本間昭光が担当しており、本作以降本間は翌2010年以降のライブでバンド・マスターを務めるなどいきものがかりの活動に積極的に関わるようになる。
PVは通常バージョンと映画「なくもんか」バージョンの2種類が製作された。通常バージョンは演奏シーンと3人がそれぞれ社会人として働いているシーンが交互に登場するものとなっている。
テレビで披露されたのはSPACE SHOWER TVでのアルバム『ハジマリノウタ』の特集のときだけで、リリース時に音楽番組では一切披露されていない。いきものがかりがシングルリリース時に『ミュージックステーション』に出演しなかったのは「流星ミラクル」以来2度目である。
2. オリオン（4:51）
作詞・作曲：山下穂尊 / 編曲：江口亮・いきものがかり
ファンクラブイベントで初披露された楽曲で、この時には山下がボーカルをとっていた。
メンバーが編曲に参加している楽曲は、「月とあたしと冷蔵庫」以来2曲目となる。
3. なくもんか -instrumental-

DVD（初回生産限定盤のみ）
1. じょいふる - Music Video

## 収録アルバム
- ハジマリノウタ（#1）
- いきものばかり〜メンバーズBESTセレクション〜（#1）
- 超いきものばかり〜てんねん記念メンバーズBESTセレクション〜（#1）